# Communauté de communes Pays des Vans en Cévennes
La communauté de communes Pays des Vans en Cévennes est une communauté de communes française, située dans le département de l'Ardèche en région Auvergne-Rhône-Alpes.

## Historique
La communauté de communes a été créée par un arrêté préfectoral du 28 octobre 2013, portant originellement le nom de « Chassezac et Claysse ». Elle est issue de la fusion des communautés de communes du Pays des Vans, du Pays de Jalès et des Cévennes Vivaroises ; s'y ajoutent les communes de Beaulieu et de Saint-André-de-Cruzières.
Le schéma départemental de coopération intercommunale de l'Ardèche de 2015 prévoyait la fusion avec les communautés de communes des Gorges de l'Ardèche et du Pays Beaume-Drobie. Cette fusion n'est pas obligatoire, puisque deux exemptions lui sont accordées (faible densité et zone de montagne).
Le projet, validé en mars 2016, maintient finalement la structure intercommunale en l'état.

## Territoire communautaire

### Géographie
Pays des Vans en Cévennes se situe au sud du département de l'Ardèche.

### Composition
La communauté de communes est composée des 15 communes suivantes :

| Nom                        | Code Insee | Gentilé                   | Superficie (km2) | Population (dernière pop. légale) | Densité (hab./km2) |
| -------------------------- | ---------- | ------------------------- | ---------------- | --------------------------------- | ------------------ |
| Les Vans (siège)           | 07334      | Vanséens                  | 31,09            | 2 680 (2022)                      | 86                 |
| Les Assions                | 07017      | Assionais                 | 14,88            | 768 (2022)                        | 52                 |
| Banne                      | 07024      | Bannards                  | 32,68            | 650 (2022)                        | 20                 |
| Beaulieu                   | 07028      | Bélioquères               | 25,47            | 538 (2022)                        | 21                 |
| Berrias-et-Casteljau       | 07031      | Berriassois-et-Casteljois | 26,42            | 779 (2022)                        | 29                 |
| Chambonas                  | 07050      | Chambonasais              | 12,08            | 978 (2022)                        | 81                 |
| Gravières                  | 07100      | Gravièrois                | 18,52            | 511 (2022)                        | 28                 |
| Malarce-sur-la-Thines      | 07147      |                           | 37,34            | 257 (2022)                        | 6,9                |
| Malbosc                    | 07148      | Malbossards               | 21,43            | 146 (2022)                        | 6,8                |
| Montselgues                | 07163      | Montselguois              | 35,87            | 86 (2022)                         | 2,4                |
| Saint-André-de-Cruzières   | 07211      |                           | 19,81            | 464 (2022)                        | 23                 |
| Saint-Paul-le-Jeune        | 07280      | Saint-Pauliens            | 14,38            | 967 (2022)                        | 67                 |
| Saint-Pierre-Saint-Jean    | 07284      |                           | 23,62            | 190 (2022)                        | 8                  |
| Sainte-Marguerite-Lafigère | 07266      |                           | 10,07            | 116 (2022)                        | 12                 |
| Les Salelles               | 07305      | Salellois                 | 5,61             | 406 (2022)                        | 72                 |

### Démographie
| 1968  | 1975  | 1982  | 1990  | 1999  | 2008  | 2013  |
| ----- | ----- | ----- | ----- | ----- | ----- | ----- |
| 7 746 | 7 341 | 7 477 | 7 568 | 7 734 | 8 534 | 8 897 |

## Politique et administration

### Siège
Le siège de la communauté de communes est situé aux Vans.

### Les élus
La communauté de communes est gérée par un conseil communautaire composé de 32 membres représentant chacune des communes membres et élus pour une durée de six ans.
Par délibération des conseils municipaux des communes concernées « approuvant l'accord amiable relatif à la composition du conseil communautaire » entre avril et juillet 2013 — trois communes ont désapprouvé : Banne, Beaulieu et Les Salelles — ces membres sont répartis comme suit :
| Nombre de délégués | Communes |
| ------------------ | --- |
| 9                  | Les Vans |
| 3                  | Saint-Paul-le-Jeune                                                                                              |
| 2                  | Les Assions, Banne, Beaulieu, Berrias-et-Casteljau, Chambonas, Gravières et Saint-André-de-Cruzières             |
| 1                  | Malarce-sur-la-Thines, Malbosc, Montselgues, Saint-Pierre-Saint-Jean, Sainte-Marguerite-Lafigère et Les Salelles |

### Présidence
La communauté de communes est présidée par Jean-Paul Manifacier.

### Compétences
L'intercommunalité exerce des compétences qui lui sont déléguées par les communes membres :
- développement économique (obligatoire) ;
- aménagement de l'espace communautaire (obligatoire) ;
- environnement et cadre de vie ;
- action sociale ;
- développement et aménagement social et culturel ;
- voirie ;
- logement et habitat ;
- nouvelles technologies de l'information et de la communication (NTIC).

### Régime fiscal et budget
La communauté de communes applique la fiscalité professionnelle unique.